# Gijzeling (dwangmaatregel)
Gijzeling is een maatregel die een rechter kan opleggen om iemand te dwingen om als getuige te verschijnen en een verklaring af te leggen. Als dit gebeurt in een civiele zaak, dat is een rechtszaak tussen burgers onderling, dan moet de eisende partij daarvan de kosten betalen. 
Ook bij een parlementaire enquête kunnen mensen door middel van gijzeling gedwongen worden te getuigen. 